# غرغن
غرغن (بالفارسية: غرغن) هي قرية تقع في قسم ورزق الجنوبي الريفي في إيران. يقدر عدد سكانها بـ 524 نسمة بحسب إحصاء 2016.